# Lazarica
Lazarica (en serbe cyrillique : Лазарица) est une localité de Serbie située sur le territoire de la Ville de Kruševac, district de Rasina. Au recensement de 2011, elle comptait 1 884 habitants.
Lazarica est officiellement classée parmi les villages de Serbie.

## Démographie

### Évolution historique de la population
| 1948 | 1953 | 1961  | 1971  | 1981  | 1991  | 2002  | 2011  |
| ---- | ---- | ----- | ----- | ----- | ----- | ----- | ----- |
| 722  | 794  | 1 450 | 3 443 | 1 447 | 1 329 | 1 521 | 1 884 |

|  |